# Słupia (Jędrzejów)
Pour les articles homonymes, voir Słupia.
Słupia est une localité polonaise, siège de la gmina de Słupia, située dans le powiat de Jędrzejów en voïvodie de Sainte-Croix.